# Stick It
Stick It (Brasil: Virada Radical, Portugal: Revolta-te) é um filme americano estrelado por Jeff Bridges, Missy Peregrym, e Vanessa Lengies. O filme foi escrito e dirigido por Jessica Bendinger, produzido pela Touchstone Pictures e lançado nos cinemas em 28 de abril de 2006.

## Recepção
O Metacritic, que usa uma média ponderada, atribuiu ao filme uma pontuação de 53 em 100, baseado em 25 críticos, indicando críticas "mistas ou médias".

## Elenco
- Missy Peregrym - Haley graham
- Jeff Bridges - Burt Vickerman
- Vanessa Lengies - Joanne Charis
- Maddy Curley - Mina Hoyt
- Nikki SooHoo - Wei Wei Yong
- Kellan Lutz - Frank
- John Patrick Amedori - Poot
- Tarah Paige - Tricia Skilken
- Jon Gries - Brice Graham
- Gia Carides - Alice Graham
- John Kapelos - Chris DeFrank

### Cameos
- Tim Daggett - ele mesmo
- Elfi Schlegel - ela mesma
- Bart Conner - ele mesmo
- Carly Patterson - ela mesma
- Nastia Liukin- ela mesma
- Valeri Liukin - ele mesmo

### Dublês
- Isabelle Severino - Missy Peregrym
- Annie Gagnon - Vanessa Lengies
- Jessica Miyagi - Missy Peregrym
- Kate Stopper - Maddy Curley
- Tacia Van Vleet - Nikki SooHoo

### Vickerman Elite Gymnasts
- Annabeth Eberle
- Annie Gagnon
- Kate Stopper
- Tacia Van Vleet
- Alicia Saari

### IG Classic/National Gymnastics Championships Gymnasts
- Stefanie Aeder
- Belinda Archer
- Mohini Bhardwaj
- Jesús ''Fillo'' Carballo
- Tiffany Chan
- Lenika de Simone
- Nicole Doherty
- Nadia Fairfax
- Tania Gener
- Jennifer Greene
- Meloney Greer
- Melany Hars
- Jessica Hoffman
- Erin Labarr
- Jaime Mabray
- Stephanie Moorhouse
- Melissa Munro
- Aleea Newton
- Andree Pickens
- Jamie Saas
- Emilie Schutt
- Allana Slater
- Yang Yun